# Onzain (moneta)
Onzain – srebrna moneta francuska o wartości 11 denarów, którą w 1488 r. osiągnęły dotychczasowe 10-denarowe dizains.